# Daniel Colombres
Daniel Colombres (n. Buenos Aires, Argentina, 2 de mayo de 1959) es un  músico y baterista argentino de vasta trayectoria artística en la escena local del rock argentino.

## Trayectoria
Originario de la localidad de Caseros, tuvo sus inicios en un trío llamado Accinelli, Colombres y Soria, y tocó algunas veces con Willy Gardi, de la banda El Reloj. Colombres estudió en la UBA.
Grabó con artistas como  Pastoral, Sumo,  Suéter, Fito Páez, Fabiana Cantilo, Skay Beilinson y David Lebón, entre otros, y tocó en vivo con Luis Alberto Spinetta.
Desde 2005 integra la alineación de La Luz, grupo de base que acompaña al músico rosarino Litto Nebbia, con quienes también grabó El palacio de las flores, de Andrés Calamaro.

## Discografía
| Año  | Título                           | Músico/banda          |
| ---- | -------------------------------- | --------------------- |
| 1979 | De Michele - Erausquin           | Pastoral              |
| 1980 | Merlín                           | Merlín                |
| 1982 | Corpiños en la madrugada         | Sumo                  |
| 1982 | Pubis angelical                  | Charly García         |
| 1982 | Suéter                           | Suéter                |
| 1982 | Generación                       | Pastoral              |
| 1983 | Siempre estaré                   | David Lebón           |
| 1983 | Héctor Avondo                    | Héctor Avondo         |
| 1984 | Desnuque                         | David Lebón           |
| 1984 | Hotel Calamaro                   | Andrés Calamaro       |
| 1984 | María José Cantilo               | María José Cantilo    |
| 1984 | Edu y El Pollo                   | Edu y El Pollo        |
| 1985 | 20 caras bonitas                 | Suéter                |
| 1985 | Si de algo sirve                 | David Lebón           |
| 1986 | 7 x 7                            | David Lebón           |
| 1987 | Nunca te puedo alcanzar          | David Lebón           |
| 1988 | Ey!                              | Fito Páez             |
| 1991 | Algo mejor                       | Fabiana Cantilo       |
| 1991 | Tercer mundo                     | Fito Páez             |
| 1992 | Y punto                          | Bersuit Vergarabat    |
| 1993 | El amor después del amor         | Fito Páez             |
| 1993 | Revelando secretos               | Fabián Gallardo       |
| 1995 | La calle de la salvación         | Fabián Gallardo       |
| 1996 | Cuando te vi partir              | Claudia Puyó          |
| 1999 | Cuerpo y alma                    | Pedro Aznar           |
| 2002 | Lerner.Vivo                      | Alejandro Lerner      |
| 2002 | A través del mar de los sargazos | Skay Beilinson        |
| 2003 | Celebración                      | Litto Nebbia          |
| 2003 | Danza del corazón                | Litto Nebbia y La Luz |
| 2004 | Talismán                         | Skay Beilinson        |
| 2006 | El palacio de las flores         | Andrés Calamaro       |
| 2007 | Las mejores canciones del mundo  | Ricardo Montaner      |
| 2007 | Reunión 2007 en vivo             | Los Gatos             |
| 2007 | The Blues                        | Litto Nebbia y La Luz |
| 2009 | ¡Gieco querido! Cantando al león | Artistas varios       |
| 2009 | Mundo Alas: el disco             | León Gieco            |
| 2011 | Almazen                          | Almazen               |
| 2016 | Encuentro supremo                | David Lebón           |
| 2017 | Avellaneda                       | Adriana Varela        |
| 2017 | Resonancia                       | Pedro Aznar           |
| 2019 | Lebón & Co.                      | David Lebón           |
| 2021 | Lebón & Co. 2                    | David Lebón           |
| 2022 | No lo sé, suerte, quizás         | Miguel Zavaleta       |
| 2023 | Herencia Lebón 1                 | David Lebón           |